# Котюжинці
Котю́жинці — село в Україні, у Калинівській міській громаді Хмільницького району Вінницької області. Населення становить 675 осіб.

## Географія
У селі бере початок річка без назви, довжиною 8,6 км, права притока Десни, басейн Південного Бугу.

## Історія
За письмовими джерелами село відоме з 1635 року.
У 1709 році у селі збудована церква.
У к. ХІХст. належало до бердичівського повіту Київської губернії.
У 1883 році мало 135 домів, 1439 мешканців, з них — 27 римо-католиків, інші — православного віросповідання. Землі належали Каменецьким, Залевському, Івашкевичу та ін.
Під час Голодомору 1932—1933 років померло щонайменше 42 жителі села.
Станом на 1972 рік у селі проживало 1442 чол., діяв колгосп «Зоря комунізму». Працювали восьмирічна школа, будинок культури, 2 бібліотеки, кіностаціонар, медпункт, пологовий будинок, дитячі ясла.
12 червня 2020 року, відповідно до Розпорядження Кабінету Міністрів України № 707-р, «Про визначення адміністративних центрів та затвердження територій територіальних громад Вінницької області», увійшло до складу Калинівської міської громади.
19 липня 2020 року, в результаті адміністративно-територіальної реформи і ліквідації Калинівського району, село увійшло до складу новоутвореного Хмільницького району.

## Культура
При Котюжинецькому сільському Будинку культури діє фольклорний колектив «Вербиченька». Серед пісень у репертуарі колективу є пісні, що характерні лише для Котюжинців. У 2012 році колектив відсвяткував 30-річчя.

## Транспорт
З села на захід по автомобільному  шляху можна доїхати до Калинівки через яку проходить траса М21 та ТО219.  В 1 км на північний захід від центра села розташована залізнична станція Гулівці, де зупиняються приміські та регіональні поїзди.

## Уродженці
Валеріян Горбачевський — голова Київської губернської народної ради (1918), професор